# Cueta neglecta
Cueta neglecta är en insektsart som först beskrevs av Navás 1932.  Cueta neglecta ingår i släktet Cueta och familjen myrlejonsländor. Inga underarter finns listade i Catalogue of Life.